# Zamach w Mogadiszu (4 kwietnia 2012)
Zamach w Mogadiszu – zamach, który miał miejsce 4 kwietnia 2012 roku, w somalijskim Teatrze Narodowym.

## Szczegóły zamachu
Do zdarzenia doszło w Mogadiszu, stolicy Somalii, w trakcie obchodów pierwszej rocznicy powstania somalijskiej telewizji publicznej. Miejsce zamachu, Teatr Narodowy, został otwarty 19 maja po ponad 20 latach niefunkcjonowania. 
Somalijska policja poinformowała, że wśród ofiar jest przewodniczący Somalijskiej Federacji Piłki Nożnej, a także przewodniczący somalijskiego Narodowego Komitetu Olimpijskiego, a wśród rannych są trzej dziennikarze somalijskiej telewizji. 
Do zamachu przyznała się organizacja terrorystyczna Al-Shabaab. Według relacji świadków, zamachowcem była kobieta.